# Eddy de Neve
Eduard Karel Alexander (Eddy) de Neve (Batavia, 2 januari 1885 – Buitenzorg, 30 augustus 1943) was een Nederlands voetballer. Hij leeft voort doordat hij in de eerste interland van het Nederlands elftal in 1905 alle vier de Nederlandse goals maakte.

## Clubvoetbal
De Neve begon met voetballen in de jeugd van het Haagse Quick. Zijn carrière op het hoogste niveau ving aan bij de militaire sportvereniging Velocitas in Breda. In 1905 stapte hij over naar HBS in Den Haag, waarmee hij meteen landskampioen werd. Het bleef voor De Neve bij dit ene seizoen. Door zijn plaatsing bij het koloniale leger in Indië werd zijn voetbalcarrière reeds op 21-jarige leeftijd beëindigd. Een knieblessure bemoeilijkte hem op het eind van zijn loopbaan het voetballen eveneens.

## Vertegenwoordigend voetbal
Toen op 30 april 1905 de eerste officiële interland (België-Nederland, in stadion Beerschot in Antwerpen) werd gespeeld, was De Neve een van de weinige spelers die niet uit de kennissenkring van bondscoach Cees van Hasselt kwamen. Hij werd de eerste ster die het Nederlandse voetbal voortbracht: in de 80e minuut maakte hij de eerste goal, 0-1. Zes minuten later werd het gelijk door een eigen doelpunt van Ben Stom. Omdat er om een prijs ("het koperen dingetje") gespeeld werd en de wedstrijd dus een winnaar op moest leveren, werd er tweemaal een kwartier verlengd. Daarin scoorde De Neve nog driemaal. Na het eindsignaal werd hij door toeschouwers in triomf van het veld gedragen.
Deze vier goals voor een debutant is tot op heden een record voor het Nederlands elftal. Faas Wilkes evenaarde het record tijdens een interland tegen Luxemburg in 1946.
In de return, twee weken later in Rotterdam, droeg hij met een goal bij tot een nieuwe overwinning: 4-0. Zijn derde en laatste interland speelde De Neve op 13 mei 1906, een 2-3 thuisnederlaag tegen België.

## Privéleven

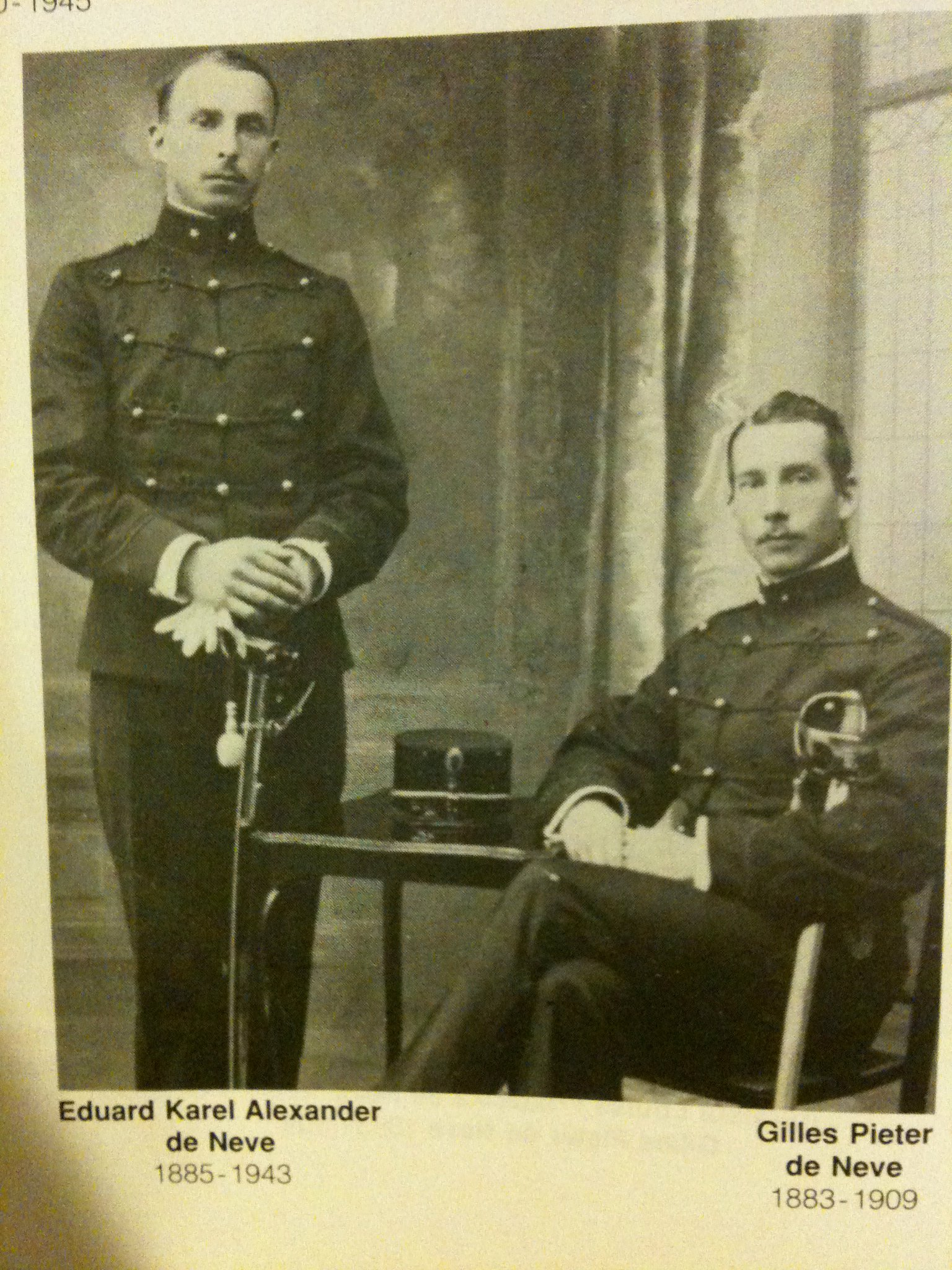
Eddy & Gilles de Neve (ca. 1905)

De Neve groeide op in Nederlands-Indië, waar zijn vader majoor in het KNIL was. Vader De Neve, een gepensioneerd majoor bij de infanterie, overleed op 15 januari 1895 toen Eddy negen jaar oud was. Het gezin verhuisde anderhalve maand later, op 27 februari 1895, met het S.S. Gedeh naar Nederland. Op 24 maart 1895 kwam het gezin aan te Marseille en werd verder per spoor naar Nederland gereisd, na nog een kort oponthoud in Parijs. De Neve volgde te Den Haag de 3-jarige cursus aan de HBS alwaar hij in juli 1900 slaagde voor het examen. Vervolgens trad hij in de voetsporen van zijn vader en meldde zich aan voor de tweejarige opleiding voor de dienst in Nederlands-Indië aan de cadettenschool te Alkmaar. Deze school was het voorportaal van de KMA te Breda. Na twee jaar slaagde De Neve voor het toelatingsexamen voor de KMA. De Neve werd hier geplaatst voor de driejarige deelopleiding voor de infanterie in Nederlands Indië. Na een voorspoedig verlopen studieperiode werd De Neve op 24 juli 1905 benoemd tot 2e luitenant bij het wapen der infanterie bij het leger in Nederlands-Indië.
De Neve trouwde op 20 augustus 1914 te Padang met de Engelse Daisy Maud Green die hem op 12 juli 1915 een zoon, Gilles (Pieter Cornelis) jr., schonk. Het huwelijk eindigde na twaalf jaar in echtscheiding, waarna vrouw en kind naar Den Haag vertrokken en De Neve alleen in Indië achterbleef. Hij haalde de publiciteit pas weer in 1938, toen hij ter gelegenheid van de Nederlands-Indische deelname aan het WK zijn memoires schreef onder de titel "Koning Voetbal."
De Neve stierf, op 58-jarige leeftijd, in een jappenkamp. Zijn zoon Gilles, die diende in de Royal Air Force bij het 322 Dutch Squadron RAF, kwam in 1944 bij een crash van zijn Spitfire boven Kent om het leven.

## Maatschappelijk
Na zijn opleiding aan de KMA vertrok De Neve op 21 juli 1906 met het S.S "Koning Willem I" van Amsterdam naar Batavia. Zijn militaire loopbaan duurde slechts kort. Hij schopte het tot eerste luitenant en werd in 1909 eervol ontslagen. Hetzelfde jaar sneuvelde zijn 26-jarige broer Gilles, werkzaam als 1e Luitenant in het koloniale leger op het eiland Soemba op 18 november bij een hinderlaag. Het verhaal gaat dat deze door kannibalen werd opgegeten.
Eddy de Neve werkte vervolgens jarenlang op plantages in Indië maar kwam nooit echt hogerop.